# Карр, Дики
Ричард Джон (Дики) Карр (Кэрр) (англ. Richard John (Dickie) Carr; 21 января 1911, Джаджа, Британская Индия — 25 апреля 2000, Австралия) — индийский легкоатлет, выступавший в беге на короткие дистанции, и хоккеист на траве, нападающий. Олимпийский чемпион 1932 года.

## Биография
Дики Кэрр родился 21 января 1911 года в городе Джаджа в Британской Индии (сейчас в Индии).
Работал машинистом на Восточно-Индийской железной дороге, играл в хоккей на траве за её команду.
В 1932 году вошёл в состав сборной Индии по хоккею на траве на летних Олимпийских играх в Лос-Анджелесе и завоевал золотую медаль. Играл на позиции нападающего, провёл 1 матч, забил 1 мяч в ворота сборной Японии.
Также выступал на Олимпиаде в лёгкой атлетике. Вместе с Бану Саттоном, Рональдом Вернье и Мехаром Чандом Дхаваном участвовал в эстафете 4х100 метров. Индийская четвёрка с результатом 43,7 секунды заняла 5-е место среди 5 команд, входивших в полуфинальный забег.
Позже эмигрировал в Австралию, жил в Мельбурне. Работал тренером по хоккею на траве.
Умер 25 апреля 2000 года в Австралии.

## Семья
Жена Флоренс умерла 2 февраля 1975 года в пригороде Сиднея Марубра.